# Klein-Rohrheim
Klein-Rohrheim ist, neben Allmendfeld, ein Stadtteil von Gernsheim im südhessischen Kreis Groß-Gerau mit etwa 550 Einwohnern.

## Geschichte

### Ortsgeschichte
Die älteste erhalten gebliebene urkundliche Erwähnung als Rorheim minor bezeugt um 1200 dortigen Grundbesitz des Klosters Lorsch. In den historischen Unterlagen findet Klein-Rohrheim weitere Erwähnungen unter den Ortsnamen Rider Rorheim im Jahr 1303, Rorheim by Girnsheym 1444, Rider-Rorheim 1455, Riddern Rorheim 1578 und Klein-Rohrheim ab 1711. Dass Klein-Rohrheim weit älter sein muss, lässt sich indirekt daraus schließen, dass das benachbarte Groß-Rohrheim schon 793 zur Unterscheidung als Rorheim superior erwähnt ist.
Bezüglich der Grundherrschaft und Grundbesitz sind die folgenden Ereignisse belegt:
- Um 1200 Grundbesitz des Klosters Lorsch in Rorheim minore
- 1632 sind als Grundbesitzer erwähnt: Kloster Lorsch, Ludwig von Hirschhorn, Junker Mosbach, die Herren von Rodenstein
- 1663 verkauft Peter von Frankenstein seinen Anteil an den Höfen zu Rohrheim seinem Bruder Friedrich.
- 1780 sind als Grundbesitzer erwähnt: Das Domkapitel zu Mainz, die Kirche, die Frankensteiner und das Kloster Lorsch.

Über die Zentverhältnisse ist bekannt, dass 1780 der Universalzehnt zu zwei Dritteln der Landgrafschaft Hessen-Darmstadt und zu einem Drittel dem Domkapitel zu Mainz zustand. Der Novalzehnten ging an das Domkapitel, während den Dreißiger gr. und kl. Zehnten die Schaffnerei Lorsch erhielt.
Am 25. Mai 1801 wurde in Klein-Rohrheim bei einer Schlägerei im Gasthof Maus zur Kirchweih der Mainzer Korporal Franz Kleb (auch Franziscus Klöb genannt) von einem Mitglied von Johannes Bücklers (genannt Schinderhannes) Bande durch einen Schuss in den Kopf tödlich getroffen. Böckler wurde später als Anführer die volle Schuld an der Tötung Klebs zugesprochen. Dies war eines von vielen Delikten, die im späteren Prozess zur Hinrichtung Böcklers führten. In der Anklageschrift war die Tat unter Position 52 aufgeführt. Kleb wurde auf dem Gernsheimer Friedhof bestattet.
1803 kam Klein-Rohrheim im Zuge der Säkularisation des kurfürstlichen Territoriums der Mainzer Erzbischöfe zur Landgrafschaft Hessen-Darmstadt (ab 1806 Großherzogtum Hessen). Verwaltungsmäßig gehört Klein-Rohrheim bis 1821 zum Amt Gernsheim. Bei der Verwaltungsreform von 1821 im Großherzogtum Hessen wurde der Ort dem Landratsbezirk Bensheim der Provinz Starkenburg zugeteilt.
Die Statistisch-topographisch-historische Beschreibung des Großherzogthums Hessen berichtete 1829 über Klein-Rohrheim:

„Kleinrohrheim (L. Bez. Bensheim) kath. Filialdorf; liegt 3 St von Bensheim und 1⁄4 St. vom Rhein, und hat 17 Häuser und 201 Einw., die bis auf 14 Luth. kath. sind.“

1832 wurde die Provinz Starkenburg in Kreise aufgeteilt und Klein-Rohrheim gehörte zum Kreis Bensheim. Diesem gehörte es dann, nur unterbrochen durch die zeitweise Aufteilung von Starkenburg in Regierungsbezirke, bis 1874 an. Von 1848 bis 1852 zählte es zum Regierungsbezirk Heppenheim. Im Zuge der 1874 im Großherzogtum Hessen nach preußischem Vorbild vorgenommenen Reform der Kreisverfassung kam es auch zu einer neuen Kreiseinteilung. Aufgrund dieser Reform gelangt Klein-Rohrheim zum Kreis Groß-Gerau, zu dem es bis heute gehört.
Die zuständige Gerichtsbarkeit war während der Zugehörigkeit zu Hessen-Darmstadt von 1821 bis 1839 das Landgericht Zwingenberg, ab 1839 das Landgericht Gernsheim und ab 1879 das daraus hervorgegangene Amtsgericht Gernsheim. Nach dessen Auflösung 1934 fiel Klein-Rohrheim in den Zuständigkeitsbereich des Amtsgerichts Groß-Gerau.
Hessische Gebietsreform (1970–1977)
Zum 31. Dezember 1971 wurde die Gemeinde Klein-Rohrheim im Zuge der Gebietsreform in Hessen auf freiwilliger Basis in die Stadt Gernsheim eingegliedert. Für den Stadtteil Klein-Rohrheim wurde ein Ortsbezirk eingerichtet.

### Verwaltungsgeschichte im Überblick
Die folgende Liste zeigt die Staaten und Verwaltungseinheiten, denen Klein-Rohrheim angehört(e):
- vor 1803: Heiliges Römisches Reich, Kurfürstentum Mainz, Oberamt Starkenburg, Amt Gernsheim
- ab 1803: Heiliges Römisches Reich, Landgrafschaft Hessen-Darmstadt,[Anm. 2] Fürstentum Starkenburg, Amt Gernsheim
- ab 1806: Großherzogtum Hessen,[Anm. 3] Fürstentum Starkenburg, Amt Gernsheim
- ab 1815: Großherzogtum Hessen[Anm. 4], Provinz Starkenburg, Amt Gernsheim
- ab 1821: Großherzogtum Hessen, Provinz Starkenburg, Landratsbezirk Bensheim[Anm. 5]
- ab 1832: Großherzogtum Hessen, Provinz Starkenburg, Kreis Bensheim
- ab 1848: Großherzogtum Hessen, Regierungsbezirk Darmstadt
- ab 1852: Großherzogtum Hessen, Provinz Starkenburg, Kreis Bensheim
- ab 1871: Deutsches Reich, Großherzogtum Hessen, Provinz Starkenburg, Kreis Bensheim
- ab 1874: Deutsches Reich, Großherzogtum Hessen, Provinz Starkenburg, Kreis Groß-Gerau
- ab 1918: Deutsches Reich (Weimarer Republik), Volksstaat Hessen, Provinz Starkenburg, Kreis Groß-Gerau
- ab 1938: Deutsches Reich, Volksstaat Hessen, Landkreis Groß-Gerau[14][Anm. 6]
- ab 1945: Deutsches Reich, Amerikanische Besatzungszone,[Anm. 7] Groß-Hessen, Regierungsbezirk Darmstadt, Landkreis Groß-Gerau
- ab 1946: Deutsches Reich, Amerikanische Besatzungszone, Land Hessen, Regierungsbezirk Darmstadt, Landkreis Groß-Gerau
- ab 1949: Bundesrepublik Deutschland, Land Hessen, Regierungsbezirk Darmstadt, Landkreis Groß-Gerau
- ab 1972: Bundesrepublik Deutschland, Land Hessen, Regierungsbezirk Darmstadt, Landkreis Groß-Gerau, Stadt Gernsheim[Anm. 8]

### Gerichtszugehörigkeit in Hessen
In der Landgrafschaft Hessen-Darmstadt wurde mit Ausführungsverordnung vom 9. Dezember 1803 das Gerichtswesen neu organisiert. Für das Fürstentum Starkenburg wurde das Hofgericht Darmstadt als Gericht der zweiten Instanz eingerichtet. Die Rechtsprechung der ersten Instanz wurde weiter durch die Ämter ausgeübt, in Klein-Rohrheim durch das Amt Gersheim. Mit Bildung der Landgerichte im Großherzogtum Hessen war ab 1821 das Landgericht Zwingenberg das Gericht erster Instanz. Es folgten ab 1839 das Landgericht Gernsheim, 1879 umbenannt in Amtsgericht Gernsheim, und ab 1934 das Amtsgericht Groß-Gerau.

## Bevölkerung

### Einwohnerstruktur 2011
Nach den Erhebungen des Zensus 2011 lebten am Stichtag dem 9. Mai 2011 in Klein-Rohrheim 438 Einwohner. Darunter waren 24 (5,5 %) Ausländer. Nach dem Lebensalter waren 51 Einwohner unter 18 Jahren, 165 zwischen 18 und 49, 123 zwischen 50 und 64 und 96 Einwohner waren älter. Die Einwohner lebten in 189 Haushalten. Davon waren 42 Singlehaushalte, 75 Paare ohne Kinder und 60 Paare mit Kindern, sowie 12 Alleinerziehende und keine Wohngemeinschaften. In 36 Haushalten lebten ausschließlich Senioren und in 123 Haushaltungen lebten keine Senioren.

### Einwohnerentwicklung
| • 1829: | 201 Einwohner, 17 Häuser |
| • 1867: | 206 Einwohner, 28 Häuser |

| Klein-Rohrheim: Einwohnerzahlen von 1829 bis 2011 | Klein-Rohrheim: Einwohnerzahlen von 1829 bis 2011 | Klein-Rohrheim: Einwohnerzahlen von 1829 bis 2011 | Klein-Rohrheim: Einwohnerzahlen von 1829 bis 2011 | Klein-Rohrheim: Einwohnerzahlen von 1829 bis 2011 |
| --- | ------------------------------------------------- | ------------------------------------------------- | ------------------------------------------------- | ------------------------------------------------- |
| Jahr |                                                   |                                                   |                                                   | Einwohner                                         |
| 1829 | 1829                                              |                                                   | 201                                               | 201                                               |
| 1834 | 1834                                              |                                                   | 176                                               | 176                                               |
| 1840 | 1840                                              |                                                   | 198                                               | 198                                               |
| 1846 | 1846                                              |                                                   | 209                                               | 209                                               |
| 1852 | 1852                                              |                                                   | 215                                               | 215                                               |
| 1858 | 1858                                              |                                                   | 203                                               | 203                                               |
| 1864 | 1864                                              |                                                   | 215                                               | 215                                               |
| 1871 | 1871                                              |                                                   | 199                                               | 199                                               |
| 1875 | 1875                                              |                                                   | 191                                               | 191                                               |
| 1885 | 1885                                              |                                                   | 194                                               | 194                                               |
| 1895 | 1895                                              |                                                   | 215                                               | 215                                               |
| 1905 | 1905                                              |                                                   | 212                                               | 212                                               |
| 1910 | 1910                                              |                                                   | 218                                               | 218                                               |
| 1925 | 1925                                              |                                                   | 214                                               | 214                                               |
| 1939 | 1939                                              |                                                   | 267                                               | 267                                               |
| 1946 | 1946                                              |                                                   | 289                                               | 289                                               |
| 1950 | 1950                                              |                                                   | 282                                               | 282                                               |
| 1956 | 1956                                              |                                                   | 263                                               | 263                                               |
| 1961 | 1961                                              |                                                   | 238                                               | 238                                               |
| 1967 | 1967                                              |                                                   | 182                                               | 182                                               |
| 1970 | 1970                                              |                                                   | 217                                               | 217                                               |
| 1980 | 1980                                              |                                                   | ?                                                 | ?                                                 |
| 1987 | 1987                                              |                                                   | 484                                               | 484                                               |
| 2000 | 2000                                              |                                                   | ?                                                 | ?                                                 |
| 2011 | 2011                                              |                                                   | 438                                               | 438                                               |
| Datenquelle: Historisches Gemeindeverzeichnis für Hessen: Die Bevölkerung der Gemeinden 1834 bis 1967. Wiesbaden: Hessisches Statistisches Landesamt, 1968. Weitere Quellen: ; Zensus 2011 |                                                   |                                                   |                                                   |                                                   |

### Historische Religionszugehörigkeit
Quelle: Historisches Ortslexikon
| • 1829: | 14 lutheranische (= 6,97 %), 187 katholische (= 93,03 %) Einwohner |
| • 1961: | 60 evangelische (= 25,21 %), 174 katholische (= 73,11 %) Einwohner |

## Politik
Für Klein-Rohrheim besteht ein Ortsbezirk (Gebiete der ehemaligen Gemeinde Klein-Rohrheim) mit Ortsbeirat und Ortsvorsteher nach der Hessischen Gemeindeordnung. Der Ortsbeirat besteht aus sieben Mitgliedern. Bei den Kommunalwahlen in Hessen 2021 betrug die Wahlbeteiligung zum Ortsbeirat 56,67 %. Dabei wurden gewählt: fünf Mitglieder der CDU, und zwei Mitglieder der SPD. Der Ortsbeirat wählte Matthias Fertig (CDU) zum Ortsvorsteher.

## Kultur und Sehenswürdigkeiten
Klein-Rohrheim besitzt ein Feuerwehrhaus und ein altes Rathaus, welches noch für Wahlen, Feiern und Veranstaltungen benutzt wird. Der einzige ansässige Verein ist der KSV Klein-Rohrheim (Kultur und Sportverein) der eine Fußballmannschaft sowie einen Lauftreff hat, ab und zu wird in der alten Schule Tischtennis gespielt.